# Malíkov
Malíkov är en ort i Tjeckien.   Den ligger i regionen Pardubice, i den östra delen av landet, 170 km öster om huvudstaden Prag. Malíkov ligger 398 meter över havet och antalet invånare är 107.
Terrängen runt Malíkov är kuperad åt sydost, men åt nordväst är den platt.Runt Malíkov är det ganska glesbefolkat, med 47 invånare per kvadratkilometer. Närmaste större samhälle är Svitavy, 16,5 km väster om Malíkov. Trakten runt Malíkov består till största delen av jordbruksmark.